# Liên Bão
Liên Bão là một xã thuộc tỉnh Bắc Ninh, Việt Nam.

## Địa lý
Xã Liên Bão có vị trí địa lý:
- Phía đông giáp xã Nhân Thắng
- Phía tây giáp các phường Mão Điền và Trạm Lộ
- Phía nam giáp các xã Lương Tài và Lâm Thao
- Phía bắc giáp các xã Đông Cứu và Đại Lai.

Xã Liên Bão có diện tích 19,82 km², dân số 34.273 người, mật độ dân số đạt 1.729 người/km².

## Lịch sử
Ngày 16 tháng 6 năm 2025, Ủy ban Thường vụ Quốc hội ban hành Nghị quyết số 1658/NQ-UBTVQH15 của UBTVQH về việc sắp xếp các đơn vị hành chính cấp xã của tỉnh Bắc Ninh năm 2025. Theo đó, sắp xếp toàn bộ diện tích tự nhiên, quy mô dân số của các xã Hiên Vân, Việt Đoàn và Liên Bão thành xã mới có tên gọi là xã Liên Bão.